# 프리드리히 아우구스트 폰 피흐
프리드리히 아우구스트 폰 피흐(Friedrich August von Finck, 1718년 – 1766년 2월 24일)는 프로이센의 군인, 작가이다.

## 생애
피흐는 메클렌부르크-슈트렐리츠에서 태어났다. 그는 1734년에 처음으로 라인강에서 브런즈윅-볼펜뷔텔 공작 안톤 울리히의 일원으로 현역으로 복무했다. 그 직후 그는 오스트리아 군으로 이적했고 그 후 러시아로 가서 그의 후원자 부르크하르트 크리스토프 폰 뮌헨 원수가 그의 승진 전망을 끝낼 때까지 봉사했다. 1742년에 그는 베를린으로 갔고 프리드리히 대왕은 그를 부관으로 임명하여 소령으로 임명했다. 좋은 서비스는 그를 7년 전쟁에서 급속한 승진으로 이끌었다. 콜린 전투(1757년 6월 18일) 이후 그는 대령이 되었고 1757년 말에는 소장이 되었다.
1759년 초에 핀크는 중장이 되었고, 이 계급에서 참혹한 쿠너스도르프 전투에서 군단을 지휘했는데, 그곳에서 그는 전장에서 그리고 패배한 프로이센군을 집결하는 데 모두 좋은 역할을 했다. 프리드리히은 결국 그에게 명령을 넘겼다. 9월 21일 피흐는 요한 야콥 폰 분쉬 장군과 협력하여 코비츠 전투에서 오스트리아군과 제국의 소국 파견대를 격파했다. 이 행동을 위해 프리드리히는 피흐에게 블랙 이글의 명령을 수여했다.
그러나 막센 전투의 후속 재앙은 피흐의 활동적인 경력을 갑자기 끝냈다. 프로이센군은 9월 4일 드레스덴을 오스트리아군에게 항복시켰고 핀크는 적의 움직임을 차단하라는 왕의 명령을 막센(작센 주의 피르나 지역에 있는 마을)으로 보냈다. 위험에 노출되어 있고 병력이 부족한 피흐는 이에 따라 왕에게 그러한 작전에 대해 조언했지만 그의 변함없는 명령을 따랐다. 1759년 11월 21일 약 14,000명의 병력과 함께 단절되고 수적으로 열세인 그는 강제로 항복했다. 그는 또한 스판다우의 요새에서 1년 동안 투옥되었다. 이 임기가 만료되자 피흐는 보병 장군으로 덴마크 군에 입대했다. 그는 1766년 코펜하겐에서 세상을 떠났고, 여전히 프리드리히의 냉혹한 엄격함에 부당함을 느끼고 있었다.